# Krystian Adam
Krystian Adam (bürgerlicher Name Krystian Adam Krzeszowiak) (* 1979 in Jawor in Niederschlesien) ist ein polnischer Opernsänger (Tenor), der auf die Musik des 17. und 18. Jahrhunderts spezialisiert ist.

## Biographie
Krystian Adam studierte Gesang an der Musikakademie Breslau bei Bogdan Makal. Sein ursprüngliches Berufsziel war Musiklehrer. Der Abschluss seines Studiums erfolgte 2006 mit höchster Auszeichnung, so dass er anschließend am Konservatorium Giuseppe Verdi in Mailand bei Rita Orlandi di Malaspina weiter studieren konnte. Er lebte 10 Jahre in Mailand, wo sein Interesse für die Barockmusik geweckt wurde und danach zwei Jahre in Dresden.
Sein Debüt gab er 2006 an der Oper Gliwice in Oberschlesien mit Rossinis Il barbiere di Siviglia, danach sang er die Hauptrollen in Mozarts La clemenza di Tito und in Cimarosas Il matrimonio segreto.
Im Jahr 2007 wirkte er mit bei der Weltpremiere von Fabio Vacchis Teneke unter der Leitung von Roberto Abbado am Teatro alla Scala in Mailand. Sein erster Auftritt im Royal Opera House in London war 2014 bei einer Aufführung von Mozarts Idomeneo.
Anlässlich der Monteverdi-Ehrung zu dessen 450. Geburtstag im Jahr 2017 sang er die Titelrolle in Monteverdis L’Orfeo und den Telemaco in Il ritorno d’Ulisse in patria mit den English Baroque Soloists und dem Monteverdi Choir unter der Leitung des Dirigenten Sir John Eliot Gardiner auf einer Welttournee (Royal Albert Hall London, Salzburger Festspiele, Teatro La Fenice Venedig und USA).
Mit dem Collegium 1704 unter der Leitung von Václav Luks trat er 2019 in einer Reihe von Aufführungen von Händels Messiah auf, u. a. mit Konzerten im Rudolfinum in Prag, in der Annenkirche in Dresden, in der Royale Chapelle in Versailles, in deSingel in Antwerpen und im Konzerthaus (Concertgebouw) in Brügge.
Er ist mit der Sängerin Natalia Rubiś-Krzeszowiak verheiratet und weiterhin mit seiner Heimatstadt verbunden, siehe den Auftritt im Stadttheater seiner Heimatstadt Jawor (Jauer).

## Auszeichnungen
Im Jahr 2008 erhielt er den Preis für das „beste Debüt“ in Polen für seine Interpretation des Grafen Tassilo in Emmerich Kálmáns Operette Gräfin Mariza.

## Gesangsrollen (Auswahl)
Nach den Angaben bei Operabase.
- Graf Almaviva in Il barbiere di Siviglia (Rossini)
- Titus in La clemenza di Tito (Mozart)
- Paolino in Il matrimonio segreto (Cimarosa)
- Abbé de Chazeuil in Adriana Lecouvreur (Cilea)
- Basilio in Le nozze di Figaro (Mozart)
- Oberpriester, Arbace und Idomeneo in Idomeneo (Mozart)
- Pedrillo in Die Entführung aus dem Serail (Mozart)
- Don Ottavio in Don Giovanni (Mozart)
- Orfeo in L’Orfeo (Monteverdi)
- Telemaco in Il ritorno d’Ulisse in patria (Monteverdi)
- Arnalta in L’incoronazione di Poppea (Monteverdi)
- Tancredi in Il combattimento di Tancredi e Clorinda (Monteverdi)
- Aronne in Mosè in Egitto (Rossini)
- Ostrogoto in La fiera di Venezia (Salieri)
- Grimoaldo in Rodelinda (Händel)
- Francesco in Benvenuto Cellini (Berlioz)
- Hyllo in Ercole amante (Cavalli)
- Tempo in Il trionfo del Tempo e del Disinganno (Händel)
- Geist und Seemann in Dido and Aeneas (Purcell)
- Decio in Ottone in villa (Vivaldi)
- Corrado in Griselda (Vivaldi)
- Decio in Ottone in villa (Vivaldi)
- Oloferne in La Giuditta (Scarlatti)
- Fabrizio in La finta turco (Niccolò Piccinni)
- Lurcanio in Ariodante (Händel)
- Septimius in Theodora (Händel)
- Silango in Le cinesi (García)
- Magnificat BWV 243 (Bach)
- Evangelist in der Matthäus-Passion BWV 244 (Bach)
- Giove in Argo (Händel)
- Messiah (Händel)
- Die Schöpfung (Haydn)
- Requiem (Mozart)
- Dixit Dominus (Pergolesi)
- Te Deum (Zelenka)

## Diskographie (Auswahl)
Nach den Angaben auf der Website des Sängers.
- Luigi Cherubini: Faniska (Oper), Poznan Philharmonic Choir & Orchestra, Lukasz Borowicz (2020)[12]
- Claudio Monteverdi: Vespro della Beata Vergine, The Monteverdi Choir, The English Baroque Soloists, Leitung: John Eliot Gardiner (2015)
- Ottorino Respighi: Lauda per la Natività del Signore, Rundfunkchor Berlin, Polyphonia Ensemble Berlin, Leitung: Nicolas Fink (2015)
- Wolfgang Amadeus Mozart: Le nozze di Figaro, Musicaeterna, Leitung: Teodor Currentzis (2014)
- Pasquale Anfossi: La finta giardiniera, L’Arte Del Mondo, Leitung: Werner Ehrhardt (2013)
- Joseph Martin Kraus: Begräbniskantate/Trauersinfonie, RIAS-Kammerchor, L’Arte Del Mondo, Leitung: Werner Ehrhardt (2013)
- Baldassare Galuppi: Sacred Music, Ghislieri Choir & Consort, Leitung: Giulio Prandi (2011)
- Francesco Feo: Passio secundum Joannem, La Divina Armonia, Leitung: Lorenzo Ghielmi (2010)
- Antonio Salieri: Il mondo alla rovescia, Orchestra dell’Arena di Verona, Leitung: Federico Maria Sardelli (2010)
- Giovanni Battista Pergolesi: Dixit Dominus, Coro RTSI, Mozart-Orchester, Leitung: Claudio Abbado (2010)